# Russellville (Indiana)
Russellville – miasto w Stanach Zjednoczonych, w stanie Indiana, w hrabstwie Putnam.